# Cystoderma arcticum
Cystoderma arcticum är en svampart som beskrevs av Harmaja 1984. Cystoderma arcticum ingår i släktet Cystoderma och familjen Agaricaceae.   Inga underarter finns listade i Catalogue of Life.